# Zygothrica zygopoeyi
Zygothrica zygopoeyi är en tvåvingeart som beskrevs av Burla 1956. Zygothrica zygopoeyi ingår i släktet Zygothrica och familjen daggflugor. Inga underarter finns listade i Catalogue of Life.